# California Shenandoah Valley AVA
California Shenandoah Valley AVA (anerkannt seit dem 28. Dezember 1982) ist ein Weinbaugebiet im US-Bundesstaat Kalifornien. Das Gebiet liegt in den Verwaltungsgebieten Amador County und El Dorado County, östlich von Sacramento. Das Weinbaugebiet liegt zu Füßen der Sierra Nevada Mountains, südlich der El Dorado AVA.
Erste Rebflächen wurden während des Kalifornischen Goldrauschs ab 1848 angelegt. In den 1970er Jahren begann das bekannte Weingut Sutter Home Winery mit der Abfüllung von Zinfandel aus California Shenandoah Valley Trauben. Neben dem Zinfandel ist die Syrah die bedeutendste Rebsorte.
Im Bundesstaat Virginia gibt es ebenfalls ein Weinbaugebiet mit dem Namen Shenandoah Valley AVA.